# Hockey sur glace aux Jeux olympiques de la jeunesse d'hiver de 2024
Navigation
2020 2028
Les tournois de hockey sur glace  aux Jeux olympiques de la jeunesse d'hiver de 2024 ont lieu du 20 au 31 janvier 2024 au centre de hockey de Kwandong en Corée du Sud.
Il y a deux types de tournois : un tournoi six contre six et un tournoi trois contre trois qui se joue sur un demi-terrain.

## Qualifications
Pour pouvoir participer aux compétitions de hockey sur glace, les athlètes doivent être nés entre le 1er janvier 2008 et le 31 décembre 2009.
Six équipes sont retenus pour participer aux tournois par équipe de six. Chaque équipe est composée de 18 athlètes (15 joueurs et 3 gardiens).
Les douze meilleurs CNO du classement des jeunes de l'IIHF 2022/23 publié le 30 mai 2023 qualifieront une équipe, masculine ou féminine. Le classement des jeunes de l'IIHF 2022/23 est établi en additionnant les points de classement des équipes masculines et féminines respectives du CNO lors des Championnats du monde masculin et féminin des moins de 18 ans 2022 et 2023.
Le CNO le mieux classé a la priorité sur le sexe qu'il choisira pour le représenter dans le tournoi à 6 équipes ; le CNO suivant le mieux classé choisira ensuite, et ainsi de suite. La Corée du Sud, si elle ne fait pas partie des douze meilleures nations, aura automatiquement le douzième et dernier choix.
Le tournoi 3 contre 3 sera composé de huit équipes de 13 athlètes (11 joueurs et 2 gardiens de but) par sexe. Le pays hôte qualifiera automatiquement une équipe du sexe opposé à celle sélectionnée dans le tournoi à 6 équipes.
Les places de quota seront attribuées sur la base du classement des jeunes de l'IIHF 2022/23 aux CNO non encore qualifiés pour le tournoi à 6 équipes. Le CNO suivant le mieux classé au classement des jeunes de l'IIHF 2022/23 qui ne s'est pas déjà vu attribuer une place de quota dans le tournoi à 6 équipes choisira le sexe qu'il choisira pour le représenter dans le tournoi à 3 contre 3. Le CNO suivant le mieux classé choisira ensuite, et ainsi de suite, jusqu'à ce que huit équipes du même sexe aient été attribuées.
| Rang | Pays           | Points | Hommes | Femmes | Hommes 3x3 | Femmes 3x3 |
| ---- | -------------- | ------ | ------ | ------ | ---------- | ---------- |
| 1    | États-Unis     | 176    |        |        | -          | -          |
| 2    | Suède          | 175    |        |        | -          | -          |
| 3    | Canada         | 174    |        |        | -          | -          |
| 4    | Finlande       | 169    |        |        | -          | -          |
| 5    | Tchéquie       | 163    |        |        | -          | -          |
| 6    | Slovaquie      | 159    |        |        | -          | -          |
| 7    | Suisse         | 158    |        |        | -          | -          |
| 8    | Allemagne      | 149    |        |        | -          | -          |
| 9    | Japon          | 140    |        |        | -          | -          |
| 10   | Norvège        | 138    |        |        | -          | -          |
| 11   | France         | 136    |        |        | -          | -          |
|      |                |        |        |        |            |            |
| 18   | Corée du Sud   | 108    |        |        |            |            |
|      |                |        |        |        |            |            |
| 12   | Hongrie        | 131    | -      | -      |            |            |
| 13   | Italie         | 127    | -      | -      |            |            |
| 14   | Danemark       | 126    | -      | -      |            |            |
| 15   | Lettonie       | 123    | -      | -      |            |            |
| 16   | Autriche       | 121    | -      | -      |            |            |
| 17   | Pologne        | 111    | -      | -      |            |            |
| 19   | Kazakhstan     | 107    | -      | -      |            |            |
| 20   | Royaume-Uni    | 91     | -      | -      |            |            |
| 21   | Espagne        | 91     | -      | -      |            |            |
| 22   | Taipei chinois | 85     | -      | -      |            |            |
| 23   | Pays-Bas       | 80     | -      | -      |            |            |
| 24   | Australie      | 77     | -      | -      |            |            |
| 25   | Chine          | 64     | -      | -      |            |            |
| 26   | Estonie        | 63     | -      | -      |            |            |
| 27   | Turquie        | 59     | -      | -      |            |            |
| 28   | Mexique        | 57     | -      | -      |            |            |
| 29   | Islande        | 56     | NC     | NC     | NC         | NC         |
| 30   | Slovénie       | 56     | NC     | NC     | NC         | NC         |

## Résultats
| Épreuve              | Or | Argent | Bronze |
| -------------------- | --- | --- | --- |
| Tournoi masculin     | États-Unis- Abe Barnett - Mickey Berchild - Cole Bumgarner - AJ Francisco - Aurelio Garcia - Shaeffer Gordon-Carroll - JP Hurlbert - Logan Lutner - Jackson Marthaler - Tyler Martyniuk - Luke Schairer - Logan Stuart - Spencer Thornborough - Zane Torre - Parker Trottier - Gavin Weeks - Xavier Wendt                               | Tchéquie- Šimon Bělohorský - Jakub Daněk - Jan Hrček - David Huk - Lukáš Kachlíř - Šimon Katolický - Adam Klaus - Jan Láryš - Václav Nedorost - Filip Novák - František Poletín - Martin Psohlavec - Ben Reisnecker - Ondřej Ruml - Tobiáš Sekanina - Petr Tomek - Jakub Vaněček - Matěj Weiss | Finlande- William Gammals - Pyry Lammi - Vili Varonen - Samu Alalauri - Nooa Järvenpää - Juho Piiparinen - Lauri Rantanen - Julius Suominen - Eelis Uronen - Luka Arkko - Wilmer Kallio - Viljo Kähkönen - Jiko Laitinen - Matias Myllyniemi - Milo Nuutinen - Rasmus Rinne - Oliver Suvanto - Oliver Torkki |
| Tournoi masculin 3x3 | Lettonie- Martins Bārtulis - Leonards Grundmanis - Martins Klaucāns - Roberts Kravalis - Herberts Laugalis - Timurs Mališevs - Makss Mihailovs - Olivers Mūrnieks - Kristers Obuks - Fēlikss Paurs - Patriks Plūmiņš - Daniels Reidzāns - Ričards Rutkis                                                                                | Danemark- Lucas Althof - Frederik Bech - Mikkel Bjerre - William Brix - Luca Bærentsen - Emil Jakobsen - Andreas Jørgensen - Max Kramer - Mikkel Poulsen - Gustav Remler-Jensen - Martinus Schioldan - Casey Silverman - Anton Wilde                                                           | Kazakhstan- Temirlan Aiboluly - Anuar Akhmetzhanov - Tair Bigarinov - Yegor Kravchenko - Arseniy Kuchkovskiy - Nikita Kulakov - Beksultan Makysh - Bexultan Makysh - Roman Michurov - Matvey Reshetko - Adilkhan Sattar - Zhakhanger Tleukhan - Arman Tolen - Rasul Tursynov                                 |
|                      | | | |
| Tournoi féminin      | Suède- Judith Andersson - Chloe Berndtsson - Disa Carlsson - Maja Engelin - Tilde Grillfors - Selma Karlsson - Malva Lindgren - Elin Löwenadler - Ida Melin - Vilda Nordh - Nellie Norén - Nora Svanefjord - Alva Vitalisson - Tillie Ytfeldt - Ebba Westerlind - Tilde Wyckman - Maja Åkerlund - Matilda Österman                      | Japon- Nana Akimoto - Suzuno Fukuda - Momona Fukuzawa - Yumin Furuhira - Mayu Hosogoe - Tsumugi Ito - Reina Kakuta - Saika Kiyokawa - Riko Nishiuchi - Azumi Numabe - Umeka Odaira - Momoka Okamura - Koko Ruike - Lily Sato - Rio Suzuki - Rino Tada - Kika Terauchi - Nanaho Yamaguchi       | Allemagne- Lina Alberts - Tara Bach - Emilija Birka - Sarah Bouceka - Hanna Bugl - Victoria Gmeiner - Mathilda Heine - Milana Lutz - Sandra Mayr - Caylee Nagle - Friederike Pfalz - Charleen Poindl - Madalena Seidel - Anabel Seyrer - Lena Spagert - Hanna Weichenhain - Zoe Wintgen - Theresa Zielinski  |
| Tournoi féminin 3x3  | Hongrie- Boróka Bátyi - Dóra Bereczki - Csenge Csordás - Csenge Noémi Csordás - Luca Faragó - Luca Lara Faragó - Lili Hajdu - Lorina Haraszt - Réka Hiezl - Réka Effi Hiezl - Petra Polónyi - Lara Sághy - Bíborka Simon - Bíborka Borbála Simon - Bonita Szabó - Bonita Lilla Szabó - Zoé Takács - Noémi Zoé Takács - Krisztina Weiler | Corée du Sud- Ahn Se-won - Chang Seo-yoon - Choi Seo-yoon - Han Chae-yeon - Han Ye-jin - Han Yu-an - Hong Chae-won - Jang Hyeon-jeong - Kim Ji-min - Na Se-young - Park Jeong-hyun - Park Ju-yeon - Shim Seo-hee                                                                               | Chine- Ju Sihan - Kou Chenfei - Li Jin - Li Xin - Li Yifei - Mi Lan - Tian Xueying - Wang Bing - Wang Jinghan - Xin Yufei - Zhang Anna - Zhang Jingyue - Zhao Guiyun |

## Tournoi à 6

### Tournoi masculin
Groupe A
| Clt   | Équipe     | PJ | V | VF | D | DF | BP | BC | Diff | Pts |
| ----- | ---------- | -- | - | -- | - | -- | -- | -- | ---- | --- |
| +001, | Tchéquie   | 2  | 1 | 1  | 0 | 0  | 9  | 7  | +2   | 5   |
| +002, | États-Unis | 2  | 0 | 1  | 0 | 1  | 10 | 10 | 0    | 3   |
| +003, | Slovaquie  | 2  | 0 | 0  | 1 | 1  | 6  | 8  | -2   | 1   |

- Qualifié pour les demi-finales

| 27 janvier à 14:00 | Slovaquie | 4-5 (TB) (1-1, 3-1, 0-2, 0-1) | États-Unis | 4 056 spectateurs |

| Feuille de match | Feuille de match | Feuille de match | Feuille de match | Feuille de match                          |
| ---------------- | ---------------- | ---------------- | ---------------- | ----------------------------------------- |
|                  |                  |                  |                  | Arbitrage : Rasmus Ankersen Joseph Sewell |
|                  |                  |                  |                  |                                           |
| 7.5 min          | Pénalités        | 4.5 min          |                  |                                           |
| 20               | Tirs             | 39               |                  |                                           |

| 28 janvier à 14:00 | Tchéquie | 3-2 (0-0, 0-0, 3-2) | Slovaquie | 3 830 spectateurs |

| Feuille de match | Feuille de match | Feuille de match | Feuille de match | Feuille de match                            |
| ---------------- | ---------------- | ---------------- | ---------------- | ------------------------------------------- |
|                  |                  |                  |                  | Arbitrage : Mathieu Boudreau Oskar Øvstedal |
|                  |                  |                  |                  |                                             |
| 4.5 min          | Pénalités        | 4.5 min          |                  |                                             |
| 36               | Tirs             | 24               |                  |                                             |

| 29 janvier à 14:00 | États-Unis | 5-6 (TB) (3-1, 2-2, 0-2, 0-1) | Tchéquie | 3 203 spectateurs |

| Feuille de match | Feuille de match | Feuille de match | Feuille de match | Feuille de match |
| ---------------- | ---------------- | ---------------- | ---------------- | ---------------- |
|                  |                  |                  |                  |                  |
|                  |                  |                  |                  |                  |
| 7.5 min          | Pénalités        | 4.5 min          |                  |                  |
| 35               | Tirs             | 19               |                  |                  |

Groupe B
| Clt   | Équipe       | PJ | V | VF | D | DF | BP | BC | Diff | Pts |
| ----- | ------------ | -- | - | -- | - | -- | -- | -- | ---- | --- |
| +001, | Canada       | 2  | 2 | 0  | 0 | 0  | 12 | 1  | +11  | 6   |
| +002, | Finlande     | 2  | 1 | 0  | 1 | 0  | 4  | 5  | -1   | 3   |
| +003, | Corée du Sud | 2  | 0 | 0  | 2 | 0  | 11 | 1  | -10  | 0   |

- Qualifié pour les demi-finales

| 27 janvier à 20:00 | Corée du Sud | 0-8 (0-3, 0-2, 0-3) | Canada | 3 877 spectateurs |

| Feuille de match | Feuille de match | Feuille de match | Feuille de match | Feuille de match                           |
| ---------------- | ---------------- | ---------------- | ---------------- | ------------------------------------------ |
|                  |                  |                  |                  | Arbitrage : Oskar Øvstedal Adler Steenstra |
|                  |                  |                  |                  |                                            |
| 6 min            | Pénalités        | 3 min            |                  |                                            |
| 6                | Tirs             | 53               |                  |                                            |

| 28 janvier à 20:00 | Finlande | 3-1 (1-1, 2-0, 0-0) | Corée du Sud | 3 713 spectateurs |

| Feuille de match | Feuille de match | Feuille de match | Feuille de match | Feuille de match                          |
| ---------------- | ---------------- | ---------------- | ---------------- | ----------------------------------------- |
|                  |                  |                  |                  | Arbitrage : Rasmus Ankersen Joseph Sewell |
|                  |                  |                  |                  |                                           |
| 1.5 min          | Pénalités        | 1.5 min          |                  |                                           |
| 46               | Tirs             | 8                |                  |                                           |

| 29 janvier à 20:00 | Canada | 4-1 (1-0, 0-0, 3-1) | Finlande | 2 083 spectateurs |

| Feuille de match | Feuille de match | Feuille de match | Feuille de match | Feuille de match                           |
| ---------------- | ---------------- | ---------------- | ---------------- | ------------------------------------------ |
|                  |                  |                  |                  | Arbitrage : Rasmus Ankersen Oskar Øvstedal |
|                  |                  |                  |                  |                                            |
| 9 min            | Pénalités        | 4.5 min          |                  |                                            |
| 39               | Tirs             | 19               |                  |                                            |

Phase finale
|  | Demi-finales       | Demi-finales       |                        |   | Finale             | Finale             |
|  | Demi-finales       | Demi-finales       |                        |   | Finale             | Finale             |
|  |                    |                    |                        |   |                    |                    |
|  | 30 janvier à 14:00 | 30 janvier à 14:00 |                        |   | 31 janvier à 20:00 | 31 janvier à 20:00 |
|  | 30 janvier à 14:00 | 30 janvier à 14:00 |                        |   | 31 janvier à 20:00 | 31 janvier à 20:00 |
|  | Tchéquie           | 3                  |                        |   | 31 janvier à 20:00 | 31 janvier à 20:00 |
|  | Tchéquie           | 3                  |                        |   | 31 janvier à 20:00 | 31 janvier à 20:00 |
|  | Finlande           | 1                  |                        |   | 31 janvier à 20:00 | 31 janvier à 20:00 |
|  | Finlande           | 1                  | Tchéquie               | 0 |                    |                    |
|  | 30 janvier à 20:00 |                    | Tchéquie               | 0 |                    |                    |
|  |                    | États-Unis         | 4                      |   |                    |                    |
|  | Canada             | États-Unis         | 4                      | 5 |                    |                    |
|  | Canada             |                    |                        | 5 |                    |                    |
|  | États-Unis         | 6 (fus)            |                        |   |                    |                    |
|  | États-Unis         | 6 (fus)            | Match pour la 3e place |   |                    |                    |
|  |                    |                    |                        |   |                    |                    |
|  | 31 janvier à 14:00 |                    |                        |   |                    |                    |
|  |                    |                    |                        |   |                    |                    |
|  | Canada             | 4                  |                        |   |                    |                    |
|  | Canada             | 4                  |                        |   |                    |                    |
|  | Finlande           | 5 (fus)            |                        |   |                    |                    |
|  | Finlande           | 5 (fus)            |                        |   |                    |                    |

| Demi-finale A 30 janvier à 14:00 | Tchéquie | 3-1 (0-0, 3-0, 0-1) | Finlande | 3 448 spectateurs |

| Feuille de match | Feuille de match | Feuille de match | Feuille de match | Feuille de match                             |
| ---------------- | ---------------- | ---------------- | ---------------- | -------------------------------------------- |
|                  |                  |                  |                  | Arbitrage : Mathieu Boudreau Adler Steenstra |
|                  |                  |                  |                  |                                              |
| 4.5 min          | Pénalités        | 7.5 min          |                  |                                              |
| 33               | Tirs             | 25               |                  |                                              |

| Demi-finale B 30 janvier à 20:00 | Canada | 5-6 (TB) (0-0, 2-3, 3-2, 0-1) | États-Unis | 2 238 spectateurs |

| Feuille de match | Feuille de match | Feuille de match | Feuille de match | Feuille de match                         |
| ---------------- | ---------------- | ---------------- | ---------------- | ---------------------------------------- |
|                  |                  |                  |                  | Arbitrage : Oskar Øvstedal Joseph Sewell |
|                  |                  |                  |                  |                                          |
| 1.5 min          | Pénalités        | 6 min            |                  |                                          |
| 42               | Tirs             | 17               |                  |                                          |

| Match pour la médaille de bronze 31 janvier à 13:00 | Canada | 4-5 (TB) (3-2, 0-2, 1-0, 0-1) | Finlande | 4 652 spectateurs |

| Feuille de match | Feuille de match | Feuille de match | Feuille de match | Feuille de match                         |
| ---------------- | ---------------- | ---------------- | ---------------- | ---------------------------------------- |
|                  |                  |                  |                  | Arbitrage : Oskar Øvstedal Joseph Sewell |
|                  |                  |                  |                  |                                          |
| 7.5 min          | Pénalités        | 1.5 min          |                  |                                          |
| 36               | Tirs             | 37               |                  |                                          |

| Finale 31 janvier à 20:00 | Tchéquie | 0-4 (0-1, 0-1, 0-2) | États-Unis | 4 646 spectateurs |

| Feuille de match | Feuille de match | Feuille de match | Feuille de match | Feuille de match                             |
| ---------------- | ---------------- | ---------------- | ---------------- | -------------------------------------------- |
|                  |                  |                  |                  | Arbitrage : Rasmus Ankersen Mathieu Boudreau |
|                  |                  |                  |                  |                                              |
| 4.5 min          | Pénalités        | 1.5 min          |                  |                                              |
| 29               | Tirs             | 23               |                  |                                              |

### Tournoi féminin
Groupe A
| Clt   | Équipe  | PJ | V | VF | D | DF | BP | BC | Diff | Pts |
| ----- | ------- | -- | - | -- | - | -- | -- | -- | ---- | --- |
| +001, | Suède   | 2  | 1 | 1  | 0 | 0  | 7  | 2  | +5   | 5   |
| +002, | Japon   | 2  | 1 | 0  | 0 | 1  | 6  | 3  | +3   | 4   |
| +003, | Norvège | 2  | 0 | 0  | 2 | 0  | 2  | 10 | -8   | 0   |

- Qualifié pour les demi-finales

| 27 janvier à 11:00 | Norvège | 1-5 (0-1, 0-1, 1-3) | Suède | 2 061 spectateurs |

| Feuille de match | Feuille de match | Feuille de match | Feuille de match | Feuille de match                      |
| ---------------- | ---------------- | ---------------- | ---------------- | ------------------------------------- |
|                  |                  |                  |                  | Arbitrage : Ding Siwen Maria Gherardi |
|                  |                  |                  |                  |                                       |
| 6 min            | Pénalités        | 4.5 min          |                  |                                       |
| 12               | Tirs             | 35               |                  |                                       |

| 28 janvier à 11:00 | Japon | 5-1 (1-0, 0-0, 4-1) | Norvège | 2 837 spectateurs |

| Feuille de match | Feuille de match | Feuille de match | Feuille de match | Feuille de match                       |
| ---------------- | ---------------- | ---------------- | ---------------- | -------------------------------------- |
|                  |                  |                  |                  | Arbitrage : Ding Siwen Beatrice Fortin |
|                  |                  |                  |                  |                                        |
| 6 min            | Pénalités        | 6 min            |                  |                                        |
| 41               | Tirs             | 13               |                  |                                        |

| 29 janvier à 11:00 | Suède | 2-1 (TB) (0-0, 0-0, 1-1, 1-0) | Japon | 1 503 spectateurs |

| Feuille de match | Feuille de match | Feuille de match | Feuille de match | Feuille de match                        |
| ---------------- | ---------------- | ---------------- | ---------------- | --------------------------------------- |
|                  |                  |                  |                  | Arbitrage : María Chávez Maria Gherardi |
|                  |                  |                  |                  |                                         |
| 3 min            | Pénalités        | 1.5 min          |                  |                                         |
| 21               | Tirs             | 18               |                  |                                         |

Groupe B
| Clt   | Équipe    | PJ | V | VF | D | DF | BP | BC | Diff | Pts |
| ----- | --------- | -- | - | -- | - | -- | -- | -- | ---- | --- |
| +001, | Suisse    | 2  | 2 | 0  | 0 | 0  | 4  | 1  | +3   | 6   |
| +002, | Allemagne | 2  | 1 | 0  | 1 | 0  | 5  | 2  | +3   | 3   |
| +003, | France    | 2  | 0 | 0  | 2 | 0  | 0  | 6  | -6   | 0   |

- Qualifié pour les demi-finales

| 27 janvier à 17:00 | France | 0-2 (0-1, 0-0, 0-1) | Suisse | 1 742 spectateurs |

| Feuille de match | Feuille de match | Feuille de match | Feuille de match | Feuille de match |
| ---------------- | ---------------- | ---------------- | ---------------- | ---------------- |
|                  |                  |                  |                  |                  |
|                  |                  |                  |                  |                  |
| 3 min            | Pénalités        | 3 min            |                  |                  |
| 13               | Tirs             | 29               |                  |                  |

| 28 janvier à 17:00 | Allemagne | 4-0 (1-0, 3-0, 0-0) | France | 1 391 spectateurs |

| Feuille de match | Feuille de match | Feuille de match | Feuille de match | Feuille de match                       |
| ---------------- | ---------------- | ---------------- | ---------------- | -------------------------------------- |
|                  |                  |                  |                  | Arbitrage : Maria Gherardi Wan Mei Wah |
|                  |                  |                  |                  |                                        |
| 1.5 min          | Pénalités        | 7.5 min          |                  |                                        |
| 32               | Tirs             | 1                |                  |                                        |

| 29 janvier à 17:00 | Suisse | 2-1 (0-0, 1-0, 1-1) | Allemagne | 2 219 spectateurs |

| Feuille de match | Feuille de match | Feuille de match | Feuille de match | Feuille de match                   |
| ---------------- | ---------------- | ---------------- | ---------------- | ---------------------------------- |
|                  |                  |                  |                  | Arbitrage : Ding Siwen Wan Mei Wah |
|                  |                  |                  |                  |                                    |
| 4.5 min          | Pénalités        | 4.5 min          |                  |                                    |
| 19               | Tirs             | 19               |                  |                                    |

Phase finale
|  | Demi-finales       | Demi-finales       |                        |   | Finale             | Finale             |
|  | Demi-finales       | Demi-finales       |                        |   | Finale             | Finale             |
|  |                    |                    |                        |   |                    |                    |
|  | 30 janvier à 11:00 | 30 janvier à 11:00 |                        |   | 31 janvier à 16:00 | 31 janvier à 16:00 |
|  | 30 janvier à 11:00 | 30 janvier à 11:00 |                        |   | 31 janvier à 16:00 | 31 janvier à 16:00 |
|  | Suède              | 6                  |                        |   | 31 janvier à 16:00 | 31 janvier à 16:00 |
|  | Suède              | 6                  |                        |   | 31 janvier à 16:00 | 31 janvier à 16:00 |
|  | Allemagne          | 1                  |                        |   | 31 janvier à 16:00 | 31 janvier à 16:00 |
|  | Allemagne          | 1                  | Suède                  | 4 |                    |                    |
|  | 30 janvier à 18:00 |                    | Suède                  | 4 |                    |                    |
|  |                    | Japon              | 0                      |   |                    |                    |
|  | Suisse             | Japon              | 0                      | 1 |                    |                    |
|  | Suisse             |                    |                        | 1 |                    |                    |
|  | Japon              | 2                  |                        |   |                    |                    |
|  | Japon              | 2                  | Match pour la 3e place |   |                    |                    |
|  |                    |                    |                        |   |                    |                    |
|  | 31 janvier à 10:00 |                    |                        |   |                    |                    |
|  |                    |                    |                        |   |                    |                    |
|  | Suisse             | 1                  |                        |   |                    |                    |
|  | Suisse             | 1                  |                        |   |                    |                    |
|  | Allemagne          | 3                  |                        |   |                    |                    |
|  | Allemagne          | 3                  |                        |   |                    |                    |

| Demi-finale A 30 janvier à 11:00 | Suède | 6-1 (1-0, 3-0, 2-1) | Allemagne | 1 380 spectateurs |

| Feuille de match | Feuille de match | Feuille de match | Feuille de match | Feuille de match                       |
| ---------------- | ---------------- | ---------------- | ---------------- | -------------------------------------- |
|                  |                  |                  |                  | Arbitrage : Maria Gherardi Wan Mei Wah |
|                  |                  |                  |                  |                                        |
| 1.5 min          | Pénalités        | 3 min            |                  |                                        |
| 40               | Tirs             | 12               |                  |                                        |

| Demi-finale B 30 janvier à 18:00 | Suisse | 1-2 (1-1, 0-1, 0-0) | Japon | 1 083 spectateurs |

| Feuille de match | Feuille de match | Feuille de match | Feuille de match | Feuille de match                         |
| ---------------- | ---------------- | ---------------- | ---------------- | ---------------------------------------- |
|                  |                  |                  |                  | Arbitrage : María Chávez Beatrice Fortin |
|                  |                  |                  |                  |                                          |
| 7.5 min          | Pénalités        | 1.5 min          |                  |                                          |
| 12               | Tirs             | 20               |                  |                                          |

| Match pour la médaille de bronze 31 janvier à 10:00 | Suisse | 1-3 (0-2, 1-0, 0-1) | Allemagne | 1 911 spectateurs |

| Feuille de match | Feuille de match | Feuille de match | Feuille de match | Feuille de match                     |
| ---------------- | ---------------- | ---------------- | ---------------- | ------------------------------------ |
|                  |                  |                  |                  | Arbitrage : María Chávez Wan Mei Wah |
|                  |                  |                  |                  |                                      |
| 6 min            | Pénalités        | 3 min            |                  |                                      |
| 24               | Tirs             | 26               |                  |                                      |

| Finale 31 janvier à 16:00 | Suède | 4-1 (2-0, 0-0, 2-0) | Japon | 2 880 spectateurs |

| Feuille de match | Feuille de match | Feuille de match | Feuille de match | Feuille de match                           |
| ---------------- | ---------------- | ---------------- | ---------------- | ------------------------------------------ |
|                  |                  |                  |                  | Arbitrage : Beatrice Fortin Maria Gherardi |
|                  |                  |                  |                  |                                            |
| 6 min            | Pénalités        | 0 min            |                  |                                            |
| 14               | Tirs             | 27               |                  |                                            |

## Tournoi à 3

### Tournoi masculin
Phase de qualification
- En gras, qualifié pour les demi-finales

| Clt   | Équipe          | PJ | V | VF | D | DF | BP  | BC | Diff | Pts |
| ----- | --------------- | -- | - | -- | - | -- | --- | -- | ---- | --- |
| +001, | Lettonie        | 7  | 7 | 0  | 0 | 0  | 119 | 31 | +88  | 21  |
| +002, | Autriche        | 7  | 5 | 0  | 2 | 0  | 55  | 32 | +23  | 15  |
| +003, | Danemark        | 7  | 5 | 0  | 2 | 0  | 70  | 39 | +31  | 15  |
| +004, | Kazakhstan      | 7  | 4 | 0  | 3 | 0  | 93  | 59 | +34  | 12  |
| +005, | Pologne         | 7  | 4 | 0  | 3 | 0  | 58  | 59 | -1   | 12  |
| +006, | Grande-Bretagne | 7  | 2 | 0  | 5 | 0  | 46  | 97 | -51  | 6   |
| +007, | Taipei chinois  | 7  | 1 | 0  | 6 | 0  | 23  | 95 | -72  | 3   |
| +008, | Espagne         | 7  | 0 | 0  | 7 | 0  | 28  | 80 | -52  | 0   |

| (dom.\ext.)     |  |     |      |      |      |       |      |      |
| --------------- |  | --- | ---- | ---- | ---- | ----- | ---- | ---- |
| Lettonie        |  | 9-3 | 11-6 | 15-1 | 8-3  | 24-1  | 28-2 | 24-5 |
| Autriche        |  |     | 7-5  | 9-8  | 2-3  | 12-3  | 18-1 | 4-3  |
| Danemark        |  |     |      | 8-6  | 11-7 | 14-4  | 11-2 | 15-2 |
| Kazakhstan      |  |     |      |      | 18-8 | 22-13 | 14-2 | 14-4 |
| Pologne         |  |     |      |      |      | 17-7  | 10-8 | 10-5 |
| Grande-Bretagne |  |     |      |      |      |       | 10-3 | 8-5  |
| Taipei chinois  |  |     |      |      |      |       |      | 5-4  |
| Espagne         |  |     |      |      |      |       |      |      |

Phase finale
|  | Demi-finales       | Demi-finales       |                        |    | Finale             | Finale             |
|  | Demi-finales       | Demi-finales       |                        |    | Finale             | Finale             |
|  |                    |                    |                        |    |                    |                    |
|  | 24 janvier à 12:00 | 24 janvier à 12:00 |                        |    | 25 janvier à 13:30 | 25 janvier à 13:30 |
|  | 24 janvier à 12:00 | 24 janvier à 12:00 |                        |    | 25 janvier à 13:30 | 25 janvier à 13:30 |
|  | Lettonie           | 19                 |                        |    | 25 janvier à 13:30 | 25 janvier à 13:30 |
|  | Lettonie           | 19                 |                        |    | 25 janvier à 13:30 | 25 janvier à 13:30 |
|  | Kazakhstan         | 5                  |                        |    | 25 janvier à 13:30 | 25 janvier à 13:30 |
|  | Kazakhstan         | 5                  | Lettonie               | 10 |                    |                    |
|  | 24 janvier à 13:30 |                    | Lettonie               | 10 |                    |                    |
|  |                    | Danemark           | 3                      |    |                    |                    |
|  | Autriche           | Danemark           | 3                      | 3  |                    |                    |
|  | Autriche           |                    |                        | 3  |                    |                    |
|  | Danemark           | 5                  |                        |    |                    |                    |
|  | Danemark           | 5                  | Match pour la 3e place |    |                    |                    |
|  |                    |                    |                        |    |                    |                    |
|  | 25 janvier à 12:00 |                    |                        |    |                    |                    |
|  |                    |                    |                        |    |                    |                    |
|  | Kazakhstan         | 6                  |                        |    |                    |                    |
|  | Kazakhstan         | 6                  |                        |    |                    |                    |
|  | Autriche           | 5                  |                        |    |                    |                    |
|  | Autriche           | 5                  |                        |    |                    |                    |

| Demi-Finale A 24 janvier à 12:00 | Lettonie | 19-5 (9-1, 3-2, 7-2) | Kazakhstan |  |

| Feuille de match | Feuille de match | Feuille de match | Feuille de match | Feuille de match                             |
| ---------------- | ---------------- | ---------------- | ---------------- | -------------------------------------------- |
|                  |                  |                  |                  | Arbitrage : Mathieu Boudreau David Prokofyev |
|                  |                  |                  |                  |                                              |
|                  |                  |                  |                  |                                              |
|                  |                  |                  |                  |                                              |

| Demi-Finale B 24 janvier à 13:00 | Autriche | 3-5 (2-1, 0-2, 1-2) | Danemark |  |

| Feuille de match | Feuille de match | Feuille de match | Feuille de match | Feuille de match                      |
| ---------------- | ---------------- | ---------------- | ---------------- | ------------------------------------- |
|                  |                  |                  |                  | Arbitrage : Joseph Sewell David Thuma |
|                  |                  |                  |                  |                                       |
|                  |                  |                  |                  |                                       |
|                  |                  |                  |                  |                                       |

| Match pour la médaille de bronze 25 janvier à 12:00 | Autriche | 5-6 (1-4, 2-1, 2-1) | Kazakhstan |  |

| Feuille de match | Feuille de match | Feuille de match | Feuille de match | Feuille de match                      |
| ---------------- | ---------------- | ---------------- | ---------------- | ------------------------------------- |
|                  |                  |                  |                  | Arbitrage : Lim Jun-seo Joseph Sewell |
|                  |                  |                  |                  |                                       |
|                  |                  |                  |                  |                                       |
|                  |                  |                  |                  |                                       |

| Finale 25 janvier à 13:30 | Lettonie | 10-3 (6-1, 2-0, 2-2) | Danemark |  |

| Feuille de match | Feuille de match | Feuille de match | Feuille de match | Feuille de match                         |
| ---------------- | ---------------- | ---------------- | ---------------- | ---------------------------------------- |
|                  |                  |                  |                  | Arbitrage : Mathieu Boudreau David Thuma |
|                  |                  |                  |                  |                                          |
|                  |                  |                  |                  |                                          |
|                  |                  |                  |                  |                                          |

### Tournoi féminin
Phase de qualification
- En gras, qualifié pour les demi-finales

| Clt   | Équipe       | PJ | V | VF | D | DF | BP  | BC  | Diff | Pts |
| ----- | ------------ | -- | - | -- | - | -- | --- | --- | ---- | --- |
| +001, | Hongrie      | 7  | 7 | 0  | 0 | 0  | 130 | 5   | +125 | 21  |
| +002, | Chine        | 7  | 6 | 0  | 1 | 0  | 70  | 25  | +45  | 18  |
| +003, | Corée du Sud | 7  | 4 | 1  | 2 | 0  | 48  | 30  | +18  | 14  |
| +004, | Italie       | 7  | 4 | 0  | 2 | 1  | 67  | 31  | +36  | 13  |
| +005, | Turquie      | 7  | 3 | 0  | 4 | 0  | 36  | 41  | -5   | 9   |
| +006, | Australie    | 7  | 2 | 0  | 5 | 0  | 23  | 75  | -52  | 6   |
| +007, | Mexique      | 7  | 1 | 0  | 6 | 0  | 18  | 71  | -53  | 3   |
| +008, | Pays-Bas     | 7  | 0 | 0  | 7 | 0  | 5   | 119 | -114 | 0   |

| (dom.\ext.)  |  |      |      |        |      |      |      |      |
| ------------ |  | ---- | ---- | ------ | ---- | ---- | ---- | ---- |
| Hongrie      |  | 13-3 | 11-1 | 9-1    | 18-0 | 21-1 | 17-0 | 33-0 |
| Chine        |  |      | 6-3  | 4-3    | 9-2  | 11-3 | 20-1 | 17-0 |
| Corée du Sud |  |      |      | 6-5 OT | 4-1  | 12-2 | 7-0  | 16-0 |
| Italie       |  |      |      |        | 5-3  | 15-4 | 11-3 | 27-0 |
| Turquie      |  |      |      |        |      | 10-2 | 9-1  | 11-2 |
| Australie    |  |      |      |        |      |      | 5-4  | 6-1  |
| Mexique      |  |      |      |        |      |      |      | 9-2  |
| Pays-Bas     |  |      |      |        |      |      |      |      |

Phase finale
|  | Demi-finales       | Demi-finales       |                        |    | Finale             | Finale             |
|  | Demi-finales       | Demi-finales       |                        |    | Finale             | Finale             |
|  |                    |                    |                        |    |                    |                    |
|  | 24 janvier à 12:00 | 24 janvier à 12:00 |                        |    | 25 janvier à 13:30 | 25 janvier à 13:30 |
|  | 24 janvier à 12:00 | 24 janvier à 12:00 |                        |    | 25 janvier à 13:30 | 25 janvier à 13:30 |
|  | Hongrie            | 14                 |                        |    | 25 janvier à 13:30 | 25 janvier à 13:30 |
|  | Hongrie            | 14                 |                        |    | 25 janvier à 13:30 | 25 janvier à 13:30 |
|  | Italie             | 4                  |                        |    | 25 janvier à 13:30 | 25 janvier à 13:30 |
|  | Italie             | 4                  | Hongrie                | 10 |                    |                    |
|  | 24 janvier à 13:30 |                    | Hongrie                | 10 |                    |                    |
|  |                    | Corée du Sud       | 2                      |    |                    |                    |
|  | Chine              | Corée du Sud       | 2                      | 4  |                    |                    |
|  | Chine              |                    |                        | 4  |                    |                    |
|  | Corée du Sud       | 6                  |                        |    |                    |                    |
|  | Corée du Sud       | 6                  | Match pour la 3e place |    |                    |                    |
|  |                    |                    |                        |    |                    |                    |
|  | 25 janvier à 12:00 |                    |                        |    |                    |                    |
|  |                    |                    |                        |    |                    |                    |
|  | Chine              | 8                  |                        |    |                    |                    |
|  | Chine              | 8                  |                        |    |                    |                    |
|  | Italie             | 7                  |                        |    |                    |                    |
|  | Italie             | 7                  |                        |    |                    |                    |

| Demi-finale A 24 janvier à 12:00 | Hongrie | 14-4 (6-0, 5-2, 3-2) | Italie |  |

| Feuille de match | Feuille de match | Feuille de match | Feuille de match | Feuille de match                           |
| ---------------- | ---------------- | ---------------- | ---------------- | ------------------------------------------ |
|                  |                  |                  |                  | Arbitrage : Beatrice Fortin Ilona Silander |
|                  |                  |                  |                  |                                            |
|                  |                  |                  |                  |                                            |
|                  |                  |                  |                  |                                            |

| Demi-finale B 24 janvier à 13:30 | Chine | 4-6 (3-3, 0-2, 1-1) | Corée du Sud |  |

| Feuille de match | Feuille de match | Feuille de match | Feuille de match | Feuille de match                     |
| ---------------- | ---------------- | ---------------- | ---------------- | ------------------------------------ |
|                  |                  |                  |                  | Arbitrage : María Chávez Wan Mei Wah |
|                  |                  |                  |                  |                                      |
|                  |                  |                  |                  |                                      |
|                  |                  |                  |                  |                                      |

| Match pour la médaille de bronze 25 janvier à 12:00 | Chine | 8-7 (3-2, 2-4, 3-1) | Italie |  |

| Feuille de match | Feuille de match | Feuille de match | Feuille de match | Feuille de match                     |
| ---------------- | ---------------- | ---------------- | ---------------- | ------------------------------------ |
|                  |                  |                  |                  | Arbitrage : María Chávez Wan Mei Wah |
|                  |                  |                  |                  |                                      |
|                  |                  |                  |                  |                                      |
|                  |                  |                  |                  |                                      |

| Finale 25 janvier à 13:30 | Hongrie | 10-2 (2-0, 5-1, 3-1) | Corée du Sud |  |

| Feuille de match | Feuille de match | Feuille de match | Feuille de match | Feuille de match                             |
| ---------------- | ---------------- | ---------------- | ---------------- | -------------------------------------------- |
|                  |                  |                  |                  | Arbitrage : Beatrice Fortin Anhelina Maifeld |
|                  |                  |                  |                  |                                              |
|                  |                  |                  |                  |                                              |
|                  |                  |                  |                  |                                              |

## Tableau des médailles
| Rang  | Nation       | Or | Argent | Bronze | Total |
| ----- | ------------ | -- | ------ | ------ | ----- |
| 1     | Lettonie     | 1  | 0      | 0      | 1     |
| 1     | Hongrie      | 1  | 0      | 0      | 1     |
| 1     | États-Unis   | 1  | 0      | 0      | 1     |
| 1     | Suède        | 1  | 0      | 0      | 1     |
| 4     | Corée du Sud | 0  | 1      | 0      | 1     |
| 4     | Tchéquie     | 0  | 1      | 0      | 1     |
| 4     | Japon        | 0  | 1      | 0      | 1     |
| 4     | Danemark     | 0  | 1      | 0      | 1     |
| 9     | Chine        | 0  | 0      | 1      | 1     |
| 9     | Kazakhstan   | 0  | 0      | 1      | 1     |
| 9     | Finlande     | 0  | 0      | 1      | 1     |
| 9     | Allemagne    | 0  | 0      | 1      | 1     |
| Total | Total        | 4  | 4      | 4      | 12    |